# Marek Kraszewski
Pour les articles homonymes, voir Kraszewski.
Marek Kraszewski (né le 7 juin 1967) est un lutteur polonais.

## Palmarès

### Championnats d'Europe
- Médaille de bronze en catégorie des moins de 90 kg en 1985